# سعید جم اونسال
سعید جم اونسال (انگلیسی: Seyit Cem Ünsal؛ زادهٔ ۹ اکتبر ۱۹۷۵) بازیکن فوتبال اهل ترکیه است، که در پست مهاجم بازی می‌کند. او اولین بازیکن ترک می‌باشد که در کره جنوبی و بارسلونا در اسپانیا بازی کرده و می‌کند.

## دوران حرفه‌ای
اونسال کار حرفه‌ای خود را با باشگاه فوتبال قیصریه‌اسپور در سال ۱۹۹۴ آغاز کرد. او عمدتاً برای باشگاه‌های ترکیه بازی می‌کرد.
وی همچنین در تیم ملی فوتبال جوانان ترکیه بازی کرده‌است.